# Kedah
Le Kedah (en jawi : قدح) est un État de la Malaisie, d'une superficie de 9 426 km2, peuplé de 2 071 900 habitants, dont la capitale est Alor Setar.

## Géographie

### Situation
Situé au nord-ouest du pays, le Kedah possède une façade maritime sur le détroit de Malacca à l'ouest et est frontalier de la Thaïlande au nord et à l'est. Il est limitrophe du Perlis au nord-ouest, du Perak au sud et du Penang au sud-ouest.

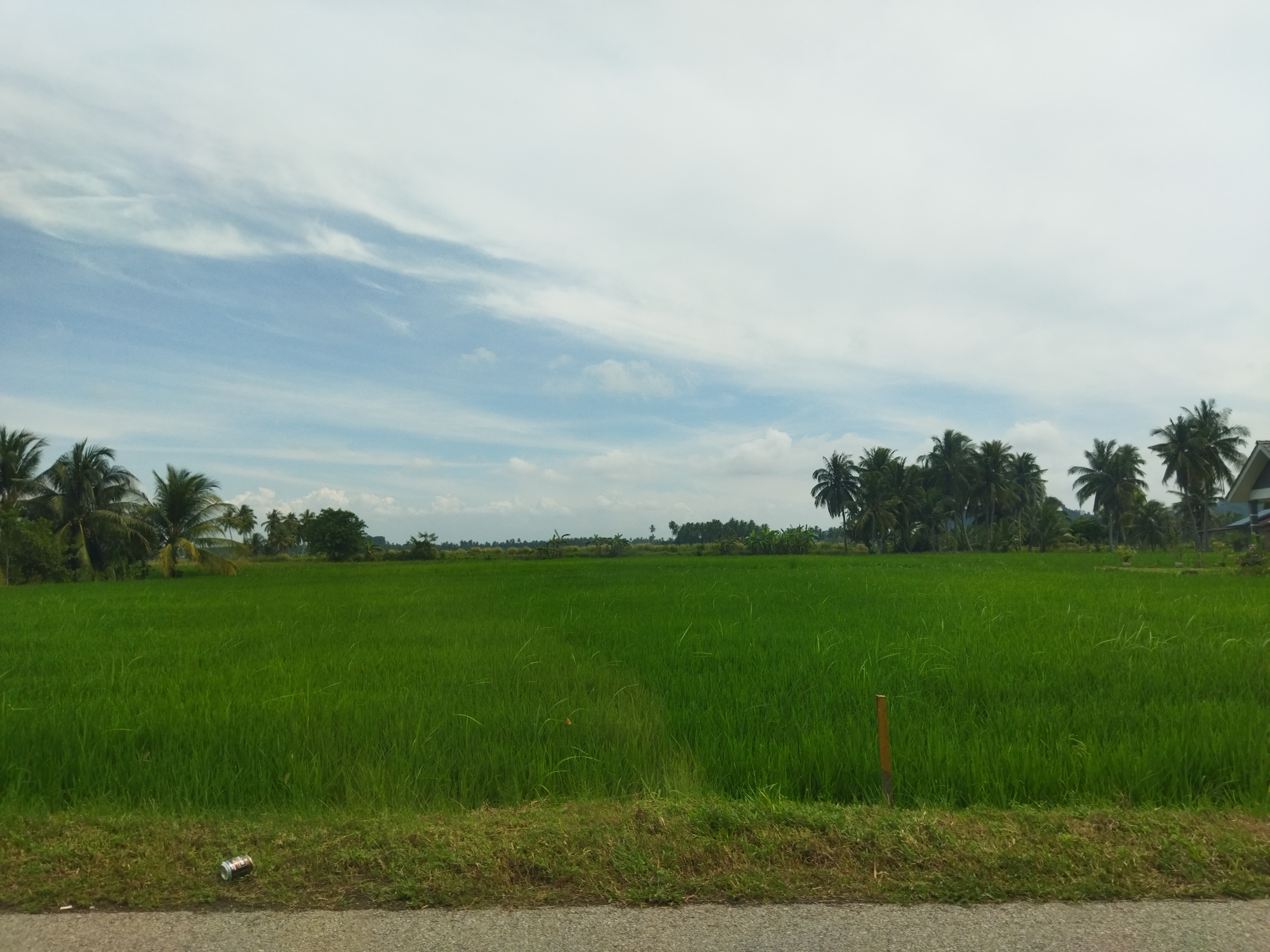
Rizière à Sungai Meriam

## Histoire
Selon une chronique malaise, la Hikayat Merong Mahawangsa, Kedah aurait été fondé par un prince hindouiste.
On a trouvé dans la vallée de Bujang des vestiges hindou-bouddhiques qui ont été datés du IVe ou Ve siècle .
Le nom de Kedah est attesté dès le XIVe siècle Le Nagarakertagama, un poème épique écrit en 1365 dans le royaume javanais de Majapahit, mentionne, parmi les quelque cent "contrées tributaires" du royaume, Keda et Lengkasuka. Une tradition malaise dit que le royaume de Langkasuka se trouvait à Kedah.
En réalité, le territoire contrôlé par Majapahit ne s'étendait que sur une partie de l'est et du centre de Java. Les "contrées tributaires" étaient en fait des comptoirs formant un réseau commercial dont Majapahit était le centre. Majapahit y envoyait des dignitaires dont le rôle était de s'assurer que ces comptoirs ne s'adonnaient pas à un commerce privé qui échapperait au royaume.
En 1620, Kedah est conquise par le sultan Iskandar Muda d'Aceh dans le nord de Sumatra (règne 1607-36), en même temps que Pahang.
En 1622, la princesse Ungu monte sur le trône du royaume de Patani. Elle s'arrange pour remarier sa fille, que sa tante, la reine précédente, avait mariée au prince siamois Okya Decho, au sultan de Johor. Okya Decho, furieux, obtient de son suzerain, le roi d'Ayutthaya, la permission de mener des troupes siamoises pour attaquer Patani. Ungu obtient le soutien de Pahang et Johor. L'attaque siamoise échoue.
Ungu mènera une politique anti-siamoise et refusera par exemple de se faire appeler par son titre siamois de phra chao ("princesse"). Lorsque le prince Prasart Thong prend le pouvoir à Ayutthaya et se fait couronner roi en 1630, Ungu refuse de lui payer tribut. 
En 1633, Ayutthaya recrute des troupes pour soumettre Patani. Le roi de Kedah intervient comme médiateur. Ayutthaya décide finalement d'envoyer plutôt une ambassade à Patani.
En 1813, le district de Setul est placé sous l'administration d'un gouverneur siamois nommé par la principauté de Nakhon Si Thammarat. En 1897 Setul, que les Siamois appellent Satun, est rattaché à la monthon (région) de Triburi. Finalement dans le cadre du traité anglo-siamois de 1909, Setul est séparé de Kedah en raison de son importante population thaïe.
Au temps de la présence britannique, Kedah fit partie des États Malais non Fédérés (UMS) et des États malais non fédérés.
La région fut le théâtre de durs combats, terrestres et aériens, en décembre 1941 entre les forces du Commonwealth britannique et les Japonais, au début de l'Invasion de la Malaisie.

## Population et société

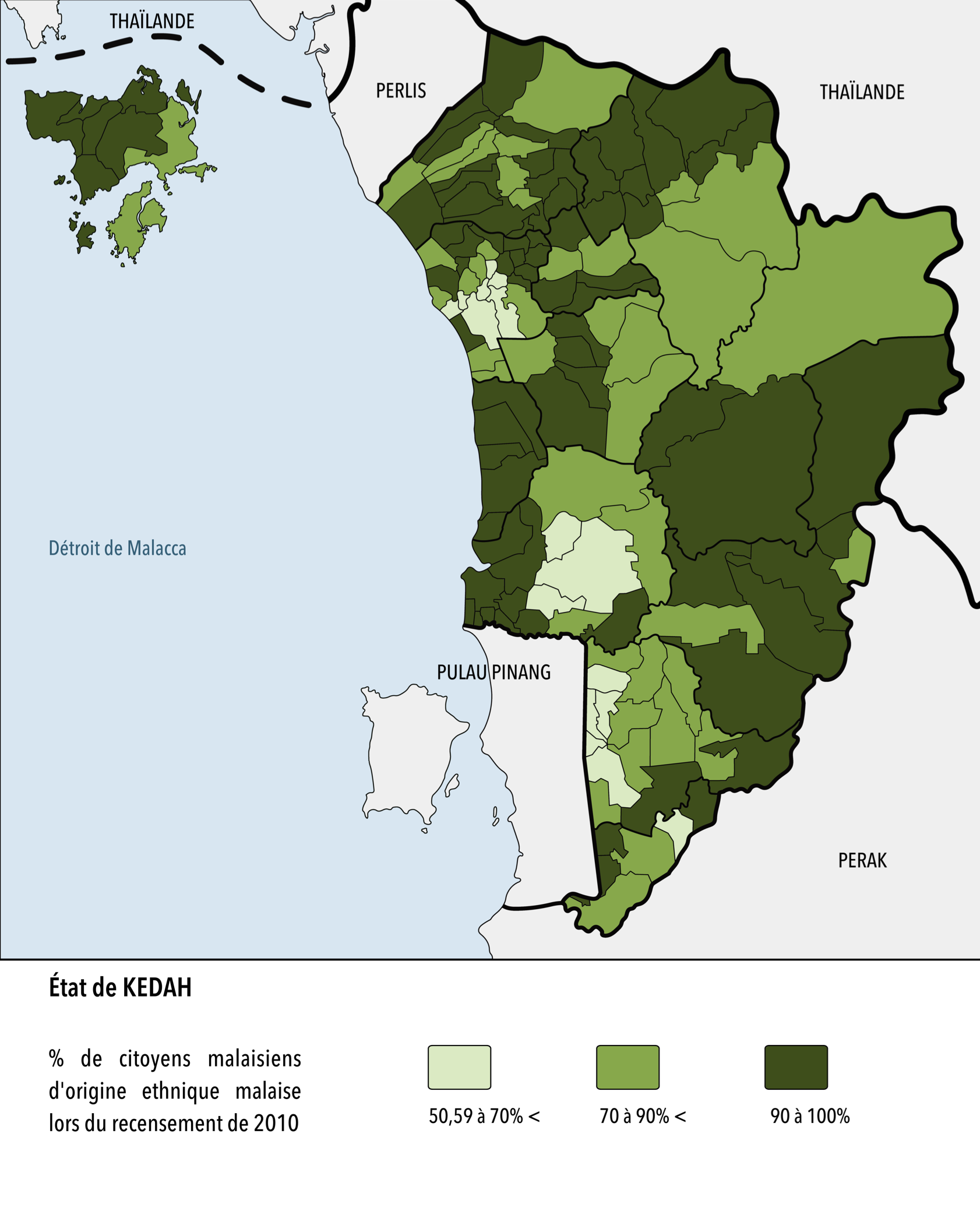
État de KEDAH : proportion de citoyens malaisiens d'ethnie malaise lors du recensement de 2010.

### Démographie
En 2015, la population totale du Kedah s'élève à 2 070 900 habitants et se répartit entre les Malais (1 569 100 soit 75 %), les Chinois (263 200 soit 12 %), les Indiens (143 200 soit 7 %), les autres (19 600), les autres Bumiputera (5 300) et les étrangers (71 500).

### Langues
La langue des habitants de Kedah est une forme de malais qui est classée dans le sous-groupe dit malais local des langues malaïques de la branche malayo-polynésienne des langues austronésiennes[réf. nécessaire].

## Politique et administration
L'État est régi par une constitution datant de 1950. Le régime est une monarchie constitutionnelle dans laquelle le sultan est le chef de l'État. Le gouvernement exerce le pouvoir exécutif et l'Assemblée d'État est chargée du pouvoir législatif.

### Sultan
Descendant de la maison royale qui règne sur le pays depuis le XIIe siècle, Mahmud Sallehuddin est sultan de Kedah depuis le 11 septembre 2017, date à laquelle il a succédé à son père Abdul Halim Muadzam Shah, décédé.

### Premier ministre
Le premier ministre (en malais : Menteri Besar) est nommé par le sultan et dirige le gouvernement, composé de dix autres membres. Datuk Seri Mukhriz Tun Mahathir occupe cette fonction depuis le 11 mai 2018.

### Assemblée d'État
L'Assemblée législative d'État (en malais : Dewan Undangan Negeri), ou simplement l'Assemblée d'État, est composée de 36 membres élus pour cinq ans en même temps que les députés de la Chambre des représentants.

## Économie
Le Kedah est considéré comme la réserve de riz du pays. Le paysage est composé de rizières et de plaines surmontées de collines calcaires.
Une des villes de l'État, Sungai Petani, est considérée depuis 2018 comme la « capitale des déchets » de la Malaisie, avec des centaines d'usines clandestines de « traitement » des plastiques importés d'occident,,.
L'autoroute et la voie ferrée permettent de communiquer avec Kuala Lumpur et Hat Yai en Thaïlande.